# Guillaume III de Croÿ
Pour les autres membres de la famille, voir Famille de Croÿ.
Guillaume III de Croÿ    (né en Flandre, Pays-Bas des Habsbourg, dans l'actuelle Belgique en 1498 et mort le 6 janvier 1521) est un cardinal des Pays-Bas du XVIe siècle. Il est un fils de Henri de Croÿ (nl), le comte de Porcien.

## Repères biographiques
Guillaume de Croÿ étudie à Louvain auprès de Jean Louis Vivès, le célèbre humaniste espagnol. Il est élu évêque de Cambrai en 1516, après la mort de son oncle Jacques de Croÿ. Il démissionne du gouvernement du diocèse en 1519 au profit de son frère Robert de Croÿ. À partir de 1516 il est abbé commendataire de l'abbaye d'Affligem.
Il est créé cardinal par le pape Léon X lors du consistoire du 1er avril 1517. Le cardinal de Croÿ est nommé évêque de Coria, mais la nomination ne ressort pas d'effet parce qu'il est nommé administrateur de Tolède un peu après : il ne visitera pas son diocèse. Il meurt à la suite d'un accident de chasse durant la diète de Worms en 1521.